# Ligne d'Aulnay-sous-Bois à Roissy 2-RER
Vous lisez un « bon article » labellisé en 2010.
La ligne d'Aulnay-sous-Bois à Roissy 2-RER, dite plus simplement ligne de Roissy, est une ligne ferroviaire des départements français de la Seine-Saint-Denis et du Val-d'Oise, en Île-de-France, d'une longueur de quinze kilomètres. Se débranchant de la ligne Paris – Soissons – Hirson à la gare d'Aulnay-sous-Bois, elle est ouverte en 1976 afin d'assurer la desserte ferroviaire de l'aéroport de Paris-Charles-de-Gaulle, dont le premier terminal a été mis en service deux années auparavant. Le tronçon est prolongé en 1994 pour desservir le terminal 2 et la gare TGV de l'aéroport, située sur la LGV Interconnexion Est.
La ligne est exclusivement parcourue dès son ouverture par un trafic de banlieue, à l'origine ou à destination de la gare du Nord à Paris, service assuré depuis 1983 par la ligne B du RER.
Elle constitue la ligne no 076 000 du réseau ferré national.

## La ligne

### Tracé
La ligne, entièrement à double voie, comporte des rampes importantes, au maximum de 27 ‰. Elle se débranche de la ligne de La Plaine à Hirson à la sortie est de la gare d'Aulnay-sous-Bois et emprunte alors la plate-forme de la ligne d'Aulnay à Rivecourt, restée inachevée au début du XXe siècle. Elle se dirige en direction du nord-est puis du nord et se poursuit en tranchée couverte à travers Sevran. Elle dessert alors la gare de Sevran - Beaudottes, entièrement souterraine. Le tracé se poursuit vers le nord et regagne la surface, franchit la route nationale 2 par un viaduc avant d'atteindre la gare de Villepinte, située au centre du vaste parc départemental du Sausset. Elle passe ensuite sous l'A170 au nord du parc du Sausset, puis, orientée au nord-est, atteint la gare du Parc des Expositions.

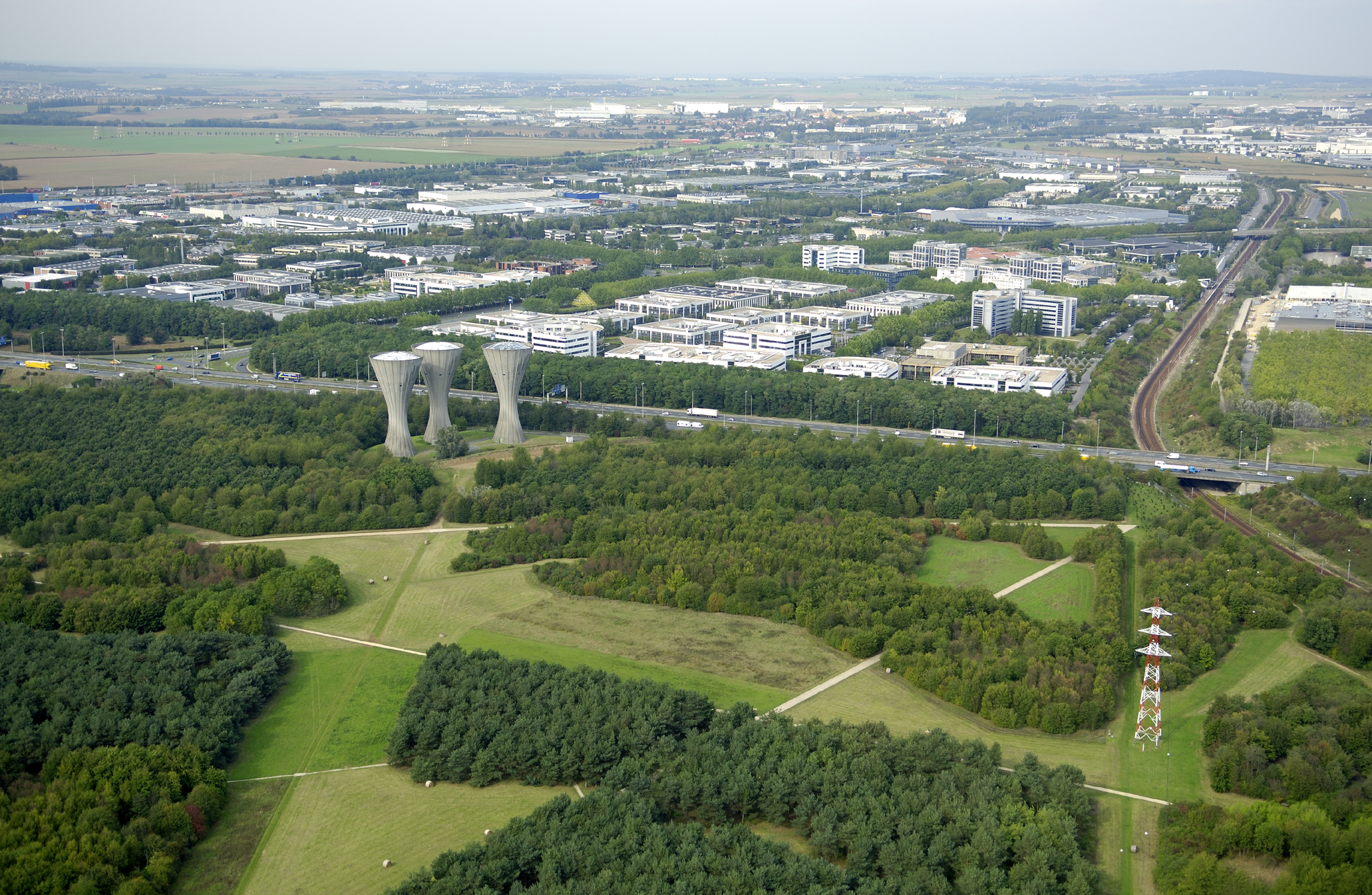
La ligne traverse le parc départemental du Sausset et longe la zone d'activité de Paris-Nord 2, desservie par la gare du Parc des Expositions.

La ligne, se dirigeant à nouveau vers le nord, quitte la Seine-Saint-Denis pour entrer dans le Val-d'Oise durant un peu plus de trois kilomètres et pénètre alors dans les infrastructures de l'aéroport Charles-de-Gaulle. Elle passe sous deux jonctions routières par deux tranchées couvertes successives, longe l'autoroute du Nord puis se dirige vers l'est, franchit des installations par une tranchée couverte de 344 mètres, avant d'atteindre, à nouveau en Seine-Saint-Denis, son ancien terminus, la gare de l'aéroport Charles-de-Gaulle 1, équipée de quatre voies à quai et située en tranchée couverte.
Par une courbe en direction du sud, entièrement en tranchée couverte, la ligne atteint son actuel terminus, la gare de l'aéroport Charles-de-Gaulle 2 TGV, à la limite des communes du Tremblay-en-France (Seine-Saint-Denis) et du Mesnil-Amelot (Seine-et-Marne), comportant deux voies encadrant un quai central. Le tracé entre la gare de Villepinte et celle du Parc des Expositions est conçu d'origine pour la mise en place d'une troisième voie.

### Ouvrages d’art
Établie en plaine, la ligne ne possède qu'un nombre réduit d'ouvrages d'art. Les plus notables sont les tranchées couvertes de Sevran et de la zone aéroportuaire.

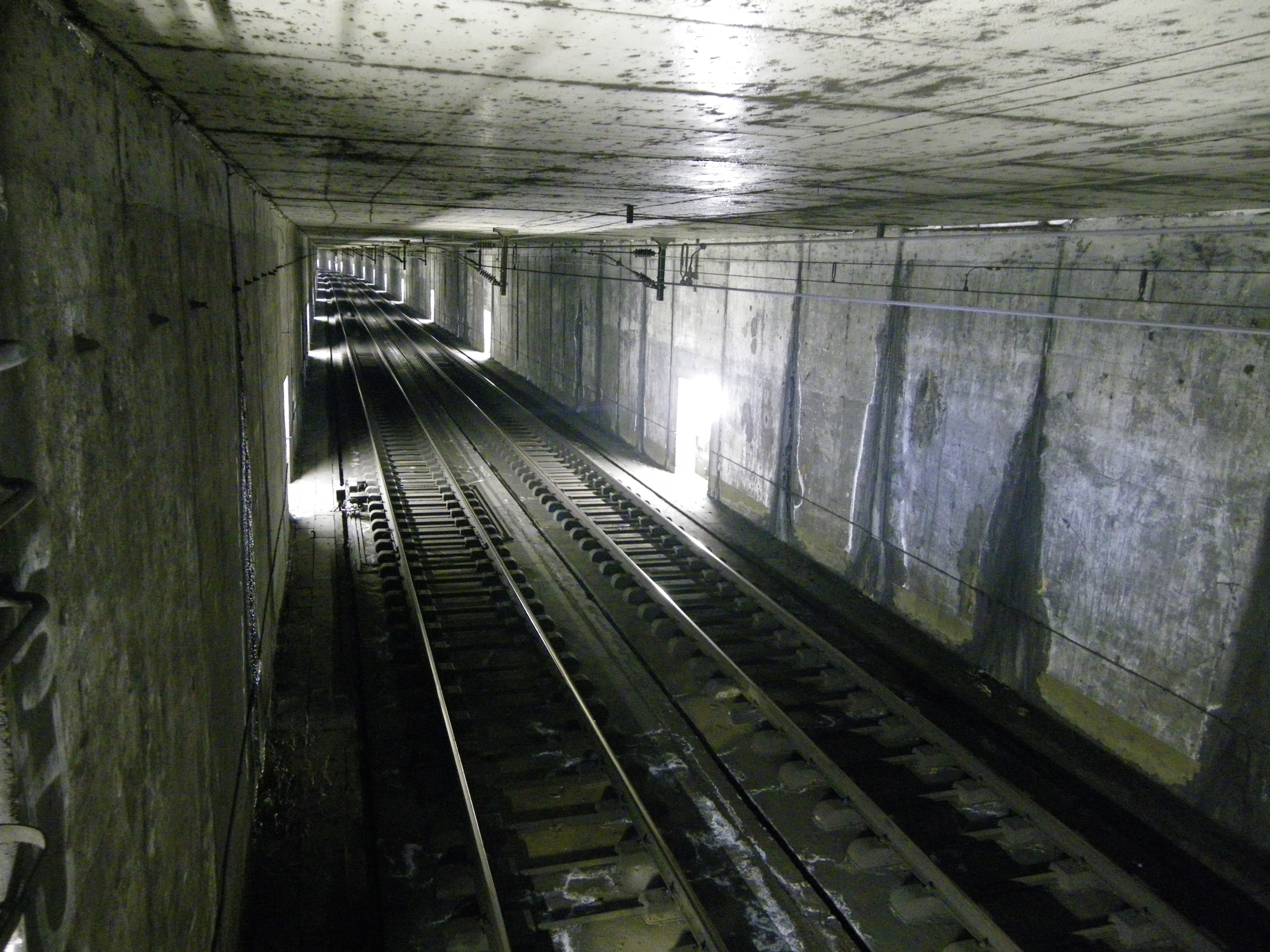
Le tunnel de l'antenne à Sevran, vers Paris.

### Équipement
La ligne est électrifiée comme tout le réseau Nord en 25 kV – 50 Hz monophasé, équipée du block automatique lumineux, du contrôle de vitesse par balises (KVB) et d'une liaison radio sol-train sans transmission de données en 1976 et 1994.

### Vitesses limites
La vitesse des trains sur la ligne est limitée à 110 km/h entre la bifurcation d'Aulnay et la gare de l'aéroport Charles-de-Gaulle 1 et à 60 km/h au-delà.

## Histoire

### Chronologie
- Le 20 mai 1976, inauguration de la ligne en présence de Marcel Cavaillé, secrétaire d'État aux Transports ;
- Le 30 mai 1976, mise en service avec des rames Z 6400[10] de la liaison directe dite « Roissy-Rail » reliant l'aéroport à la gare du Nord en 19 min — qui sera abandonnée fin 1977 pour cause de saturation des voies et de l'irrégularité des sillons[11] —, sur le modèle du service Orly-Rail, qui existe depuis 1972 pour l'aéroport d'Orly ;
- 1977 : la liaison directe est remplacée par des trains omnibus et semi-directs et le nom Roissy-Rail est abandonné ;
- 1980 : livraison des premières rames MI 79, qui remplacement progressivement les Z 6400, dans l'attente de la future interconnexion Nord-Sud.
- septembre 1981 : la ligne est intégrée au sein du RER B en constituant la branche B3 ;
- 1982 : dernière circulation des derniers Z 6400, qui sont tous mutés sur le réseau de Paris Saint-Lazare ;
- En janvier 1983, ouverture de la gare du Parc des Expositions ;
- Le 13 novembre 1994, prolongement jusqu'à la gare de l'aéroport Charles-de-Gaulle 2 TGV.
- 1997 : réinstauration des trains directs de Paris à l'aéroport de Paris-Charles-de-Gaulle, en raison d'une insécurité croissante, en particulier pour les touristes étrangers, souvent victimes d'agressions au niveau de certaines gares du parcours.

### La desserte de l'aéroport Paris-Nord

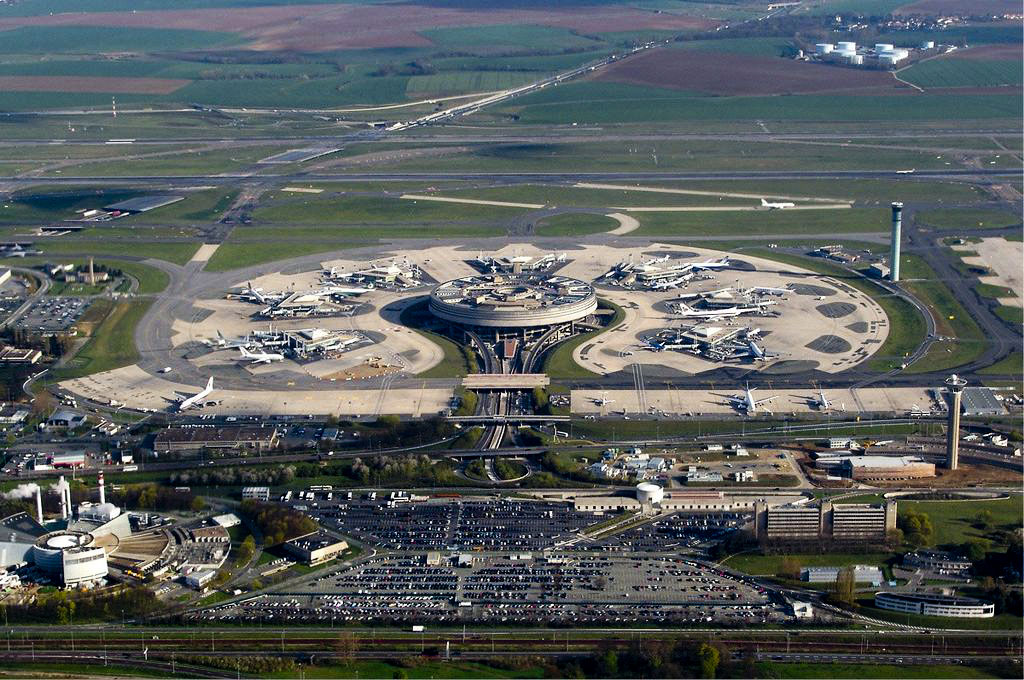
L'aérogare 1 de l'aéroport Roissy-Charles-de-Gaulle est éloignée de la gare ferroviaire de près d'un kilomètre. On distingue la voie ferrée d'accès au premier plan, entre les bretelles routières.

Une desserte ferroviaire du nouvel aéroport Paris-Nord figure déjà dans le Schéma directeur d'aménagement et d'urbanisme de la région de Paris (SDAURP) de 1965 en tant que partie intégrante du futur Réseau express régional (RER). Initialement envisagée par le biais d'une ligne entièrement nouvelle depuis Paris, celle-ci prend finalement la forme d'une simple antenne, sur le réseau de Paris-Nord, se détachant de la ligne de la Plaine à Hirson à hauteur d'Aulnay-sous-Bois. Cette ligne est inscrite en troisième position au contrat de plan État-région, avec un financement assuré par le programme spécial de la banlieue parisienne. La ligne est déclarée d'utilité publique par décret le 18 juillet 1973. Le tracé est approuvé par la décision ministérielle du 16 octobre 1973 et connaît dès lors une réalisation particulièrement rapide, de seulement vingt-sept mois.
Cette liaison a pour objectif d'assurer la desserte de l'aéroport de Paris-Charles-de-Gaulle, ouvert en 1974, et de desservir localement les zones urbaines en pleine expansion de Sevran et de Villepinte, ainsi que les zones d'activité économique de Parinor II situé à cheval sur les communes de Villepinte et Gonnesse. Trois gares sont prévues à cet effet : une souterraine dans le nouveau quartier des Beaudottes à Sevran, une à Villepinte, et la gare terminale de l'aéroport. Mais contrairement aux principaux autres aéroports européens, la gare n'est pas judicieusement située sous l'aérogare, mais à une distance de près d'un kilomètre, résultat des nombreuses hésitations quant à l'emplacement définitif de l'aérogare. Cet emplacement impose une correspondance et l'emprunt d'une navette routière afin de gagner le terminal. Les 8 300 premiers mètres du tracé sont situés hors du périmètre de l'aéroport, le reste à l'intérieur de ce dernier. La partie méridionale du tracé emprunte celui de la ligne d'Aulnay à Senlis et Rivecourt, entreprise en 1913 par la Compagnie des chemins de fer du Nord et restée inachevée, en raison de l'interruption des travaux au début de la Première Guerre mondiale.
La ligne est concédée à la société nationale des chemins de fer français par une convention signé entre le secrétaire d'État aux Transports et la société le 28 mars 1975. Cette convention est approuvée par décret le 6 janvier 1976.
La réalisation de la ligne impose d'importants remaniements à Aulnay-sous-Bois, avec un remodelage du plan des voies, la création d'une cinquième voie à quai et la banalisation de toutes les voies grâce à la mise en service d'un nouveau poste d'aiguillage tout relais à transit souple (PRS) afin de télécommander l'antenne de Roissy. À Paris-Nord, la gare annexe est réaménagée pour recevoir les trains sur cinq voies (21, 22, 26, 27 et 28), dont les quais sont portés à 235 mètres de longueur. Les voies courtes 23 et 24 sont supprimées et remplacées par une plate-forme, de façon à assurer un meilleur accueil aux voyageurs. La nouvelle liaison baptisée « Roissy-Rail » est ouverte fin mai 1976. Le service est assuré par un train direct au quart d'heure réalisant le trajet en seulement dix-neuf minutes et de deux à quatre trains selon les heures, directs entre Paris et Aulnay puis omnibus jusqu'à Roissy.

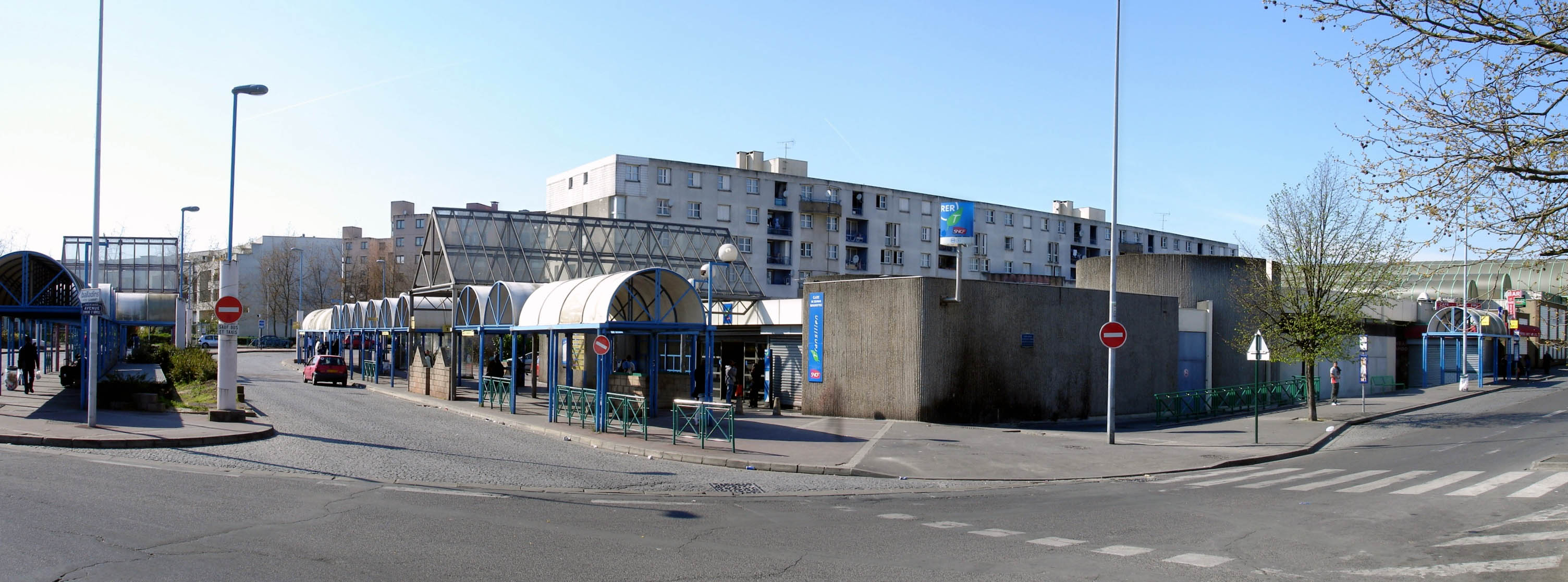
La gare de Sevran - Beaudottes.

La fréquentation de la gare de Sevran - Beaudottes se révèle très élevée dès les premiers mois ; la montée en charge de celle de Villepinte est, elle, plus lente. Mais la correspondance routière imposée pénalise durement la liaison aéroportuaire, qui ne connaît pas une fréquentation importante. Elle est victime d'une correspondance contraignante à l'arrivée pour la clientèle aérienne qui augmente exagérément le temps de parcours. Ainsi, dès le service d'hiver 1977, les trains directs sont supprimés, et remplacés par des trains semi-directs, d'autant plus que le lancement des grands travaux dans le cadre de l'interconnexion à Paris-Nord rend difficile leur maintien.
Toutefois, les employés de l'aéroport, et la clientèle locale, dont le rabattement est assuré par diverses lignes de car, permettent d'assurer la croissance progressive du trafic. L'ouverture de l'aérogare 2 en 1982 ne change pas cet état de fait, là aussi à cause de l'éloignement de la gare ferroviaire qui impose une correspondance. La liaison ne suit pas la courbe de croissance du trafic aérien de l'aéroport.
En janvier 1983, une nouvelle gare est ouverte à 1 200 mètres de celle de Villepinte en direction de Roissy. Elle prend le nom de Parc des Expositions, desservant un nouvel espace couvert complétant celui de la porte de Versailles et le Centre des nouvelles industries et technologies (CNIT) de La Défense.
La réalisation de la LGV Interconnexion Est, permettant des relations à grande vitesse province – province, est décidée. Elle passe par l'aéroport, desservi par une gare TGV. Il semble donc logique de prolonger en conséquence la ligne de Roissy d'environ mille mètres, afin d'assurer une correspondance entre RER et TGV, et de desservir directement, sans correspondance, le terminal 2 de l'aéroport, en extension continue et concentrant depuis l'essentiel du trafic aérien. Le prolongement est ouvert le 13 novembre 1994. À cette occasion, l'ancienne gare de Roissy - Aéroport Charles-de-Gaulle est renommée Aéroport Charles-de-Gaulle 1.

## Trafic

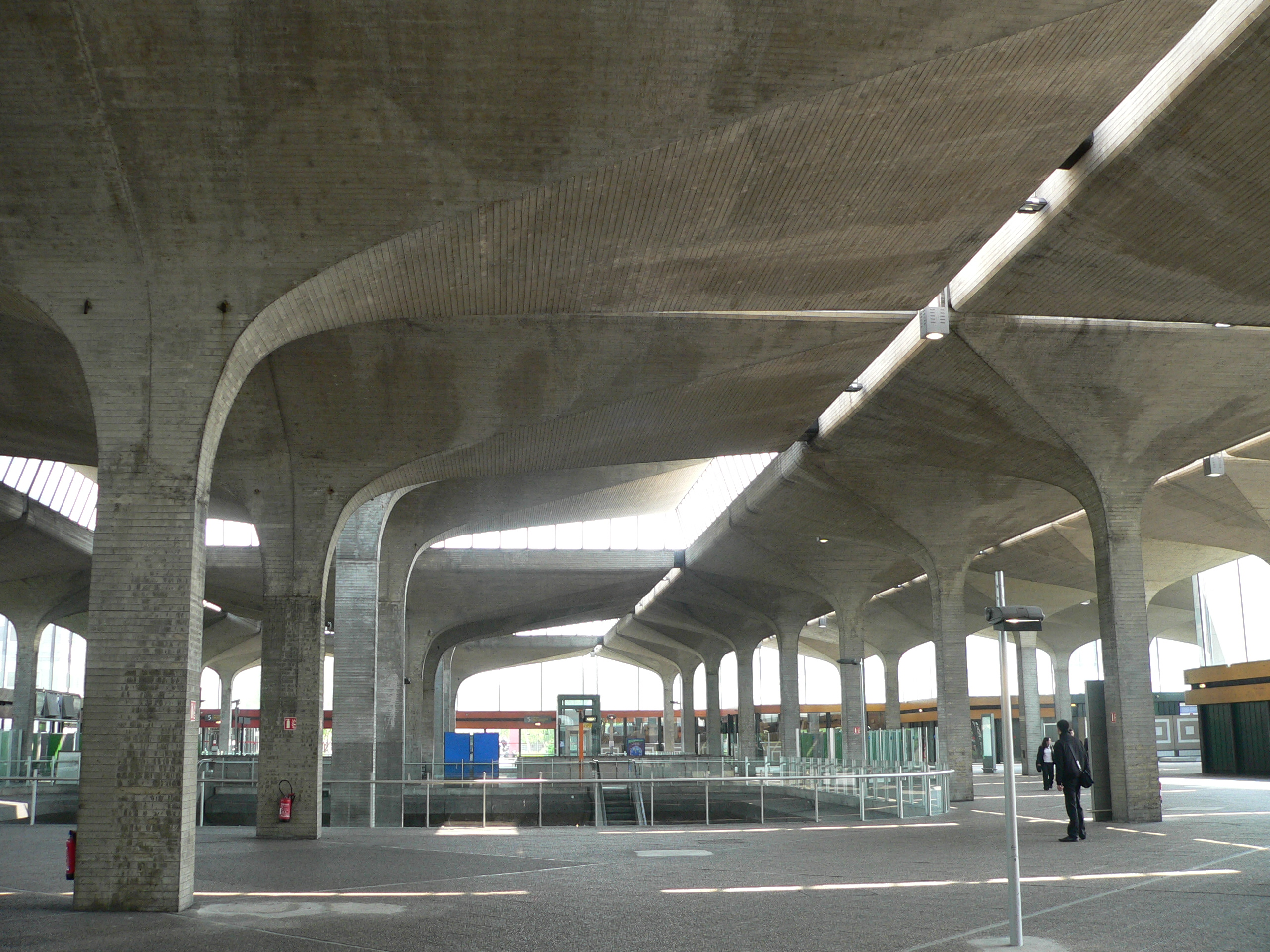
La gare de l'aéroport Charles-de-Gaulle 1.

La ligne est exploitée actuellement par la SNCF sous le label Transilien.
La desserte est assurée à l'origine par seize éléments automoteurs neufs de type Z 6400 avec conduite à agent seul, les quais étant équipés de caméras de contrôle,. Il s'agit de la première affectation de ce matériel, avant son redéploiement sur la banlieue Saint-Lazare de novembre 1981 à mai 1982. Depuis 1982, la liaison est assurée exclusivement par les rames d'interconnexion MI 79 de la ligne B du RER. Il n'y eut jamais de trafic de marchandises, les zones desservies étant alors directement reliées à la gare de triage du Bourget et à la ligne de Grande Ceinture par une voie unique située le long de l'autoroute A3 jusqu'à la fermeture de l'usine PSA d'Aulnay-sous-Bois.
La vitesse limite des circulations est de 110 km/h.
En 2010, la desserte est assurée à raison d'un train direct de Paris-Nord à Aéroport Charles-de-Gaulle 1 au quart d'heure aux heures creuses et les week-ends, en alternance avec un train omnibus à la même fréquence. Aux heures de pointe, huit trains par heure assurent la liaison, avec une desserte semi-directe variable de Paris à Aulnay-sous-Bois, puis omnibus jusqu'à Roissy.
Le temps de parcours moyen d'Aulnay-sous-Bois à Aéroport Charles-de-Gaulle 2 est de dix-sept minutes, le temps de parcours moyen de Paris-Nord à Aéroport Charles-de-Gaulle 2 étant de vingt-neuf à trente-quatre minutes selon que les trains empruntés sont directs jusqu'à l'aéroport, semi-directs ou omnibus. La ligne est située pour l'essentiel dans la zone 4 de la tarification des transports en commun d'Île-de-France, à l'exception des deux gares de l'aéroport, situées en zone 5.
Le nombre de voyageurs quotidiens se situe entre 2 500 et 15 000 selon les points d'arrêt en 2004. Les trois plus importants sont les gares d'Aéroport Charles-de-Gaulle 1, du Parc des Expositions et de Sevran - Beaudottes qui accueillent chacune entre 7 500 et 15 000 voyageurs par jour. Les gares d'Aéroport Charles-de-Gaulle 2 TGV et de Villepinte voient transiter chacune de 2 500 à 7 500 voyageurs par jour.

## Projets

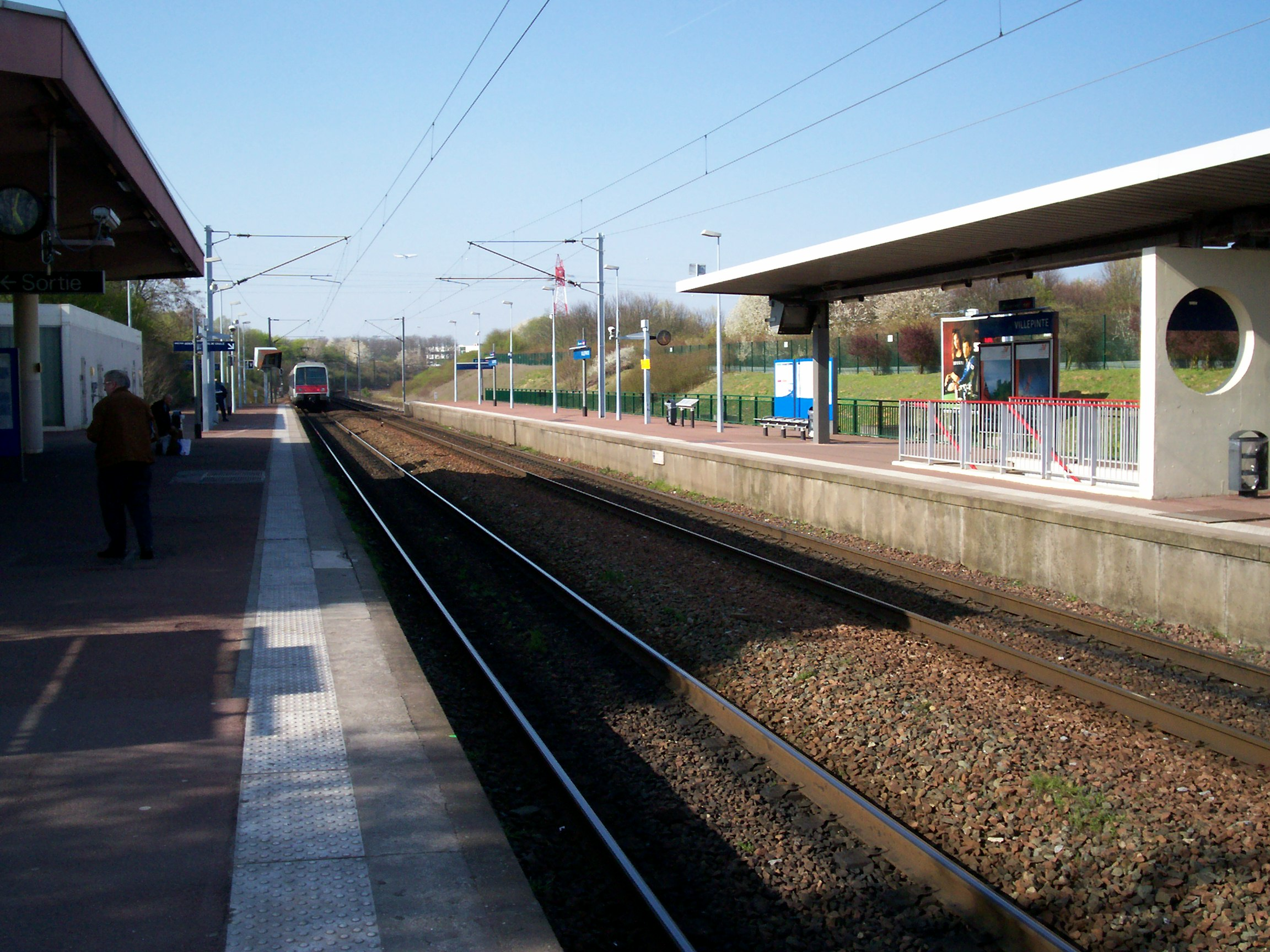
Une rame MI 79 quitte la gare de Villepinte, en direction de l'aéroport.

Dans les années 2020, trois projets ont un rapport avec cette ligne.

### CDG Express
Tout d'abord le CDG Express, qui a pour vocation de créer une liaison directe et sans arrêts entre Paris (Gare de l'Est) et l'actuelle gare de l'Aéroport CDG 2, via une voie nouvelle longeant la LGV interconnexion Est qui est en construction. Ce projet a pour but de décharger le RER B, l'A1 et l'A3 et d'améliorer la desserte de l'aéroport.

### Grand Paris Express
Dans ces mêmes objectifs intervient également la future ligne 17 du métro, qui fait partie du Grand Paris Express (GPE). Cette ligne de métro automatique doit également desservir l'aéroport du Bourget, et offrir une liaison directe jusqu'au Stade de France, futur lieu d'interconnexion de métros, RER, Transilien…
À la différence du CDG Express — destiné aux passagers aériens —, ce métro est destiné aux voyageurs du quotidien.

### Ligne Roissy - Picardie

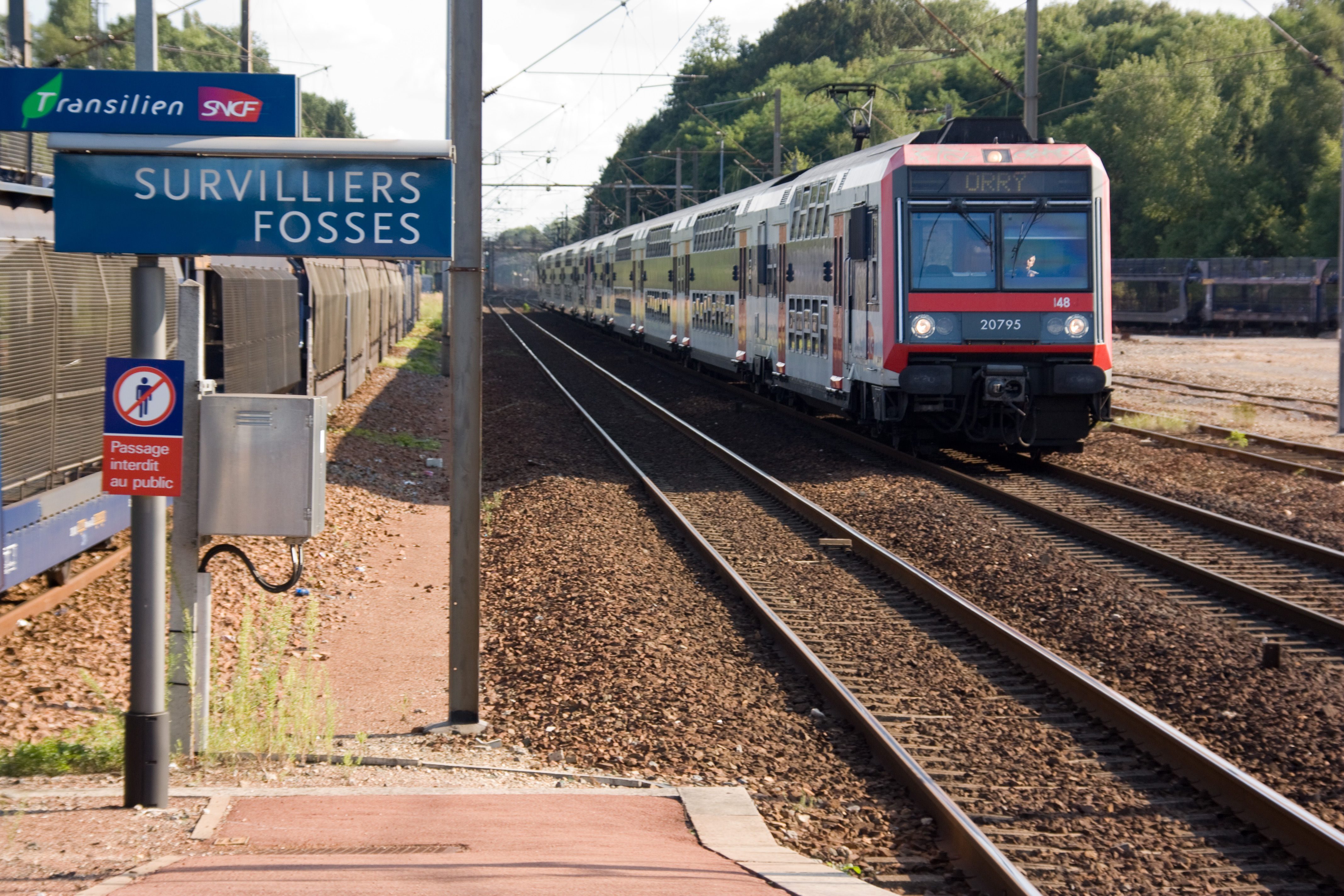
La nouvelle ligne Roissy - Picardie se débrancherait, vers 2026, de la ligne de Paris-Nord à Lille à hauteur de Survilliers, dans le nord du Val-d'Oise, créant une liaison directe de Creil à Roissy.

La liaison ferroviaire Roissy - Picardie, portée par Réseau ferré de France (RFF) à l'origine, puis par SNCF Réseau jusqu'à aujourd'hui, mettra le sud du département de l'Oise à vingt minutes de la zone aéroportuaire contre plus d'une heure aujourd'hui par voie ferrée.
En effet, en 2010, aucune liaison ferroviaire ne relie l'aéroport vers le nord du Val-d'Oise (Creil) et la Picardie (Amiens), imposant aux habitants un long détour via la gare de Paris-Nord, ou l'usage d'une desserte routière. Le projet prévoit en conséquence une ligne nouvelle de quelques kilomètres, créant un lien au nord de Roissy entre le réseau à grande vitesse (LGV Interconnexion Est) et le réseau classique (ligne Paris-Creil-Amiens) aux environs de Survilliers.
Il permettrait de connecter Amiens au réseau TGV et l'aéroport au réseau TER.
Le coût de cette infrastructure est évalué à environ 250 millions d'euros[Quand ?], avec une mise en service prévue vers 2026, les travaux devant quant à eux commencer en 2024.